# Puggaardsgade (Ribe)
 For alternative betydninger, se Puggaardsgade. (Se også artikler, som begynder med Puggaardsgade)
Puggårdsgade er en gade i det gamle Ribe. Gaden ligger mellem Sønderportsgade og Gravsgade. Gadens ældste bygning er Tårnborg, der stammer fra 1500-tallet.

## Historie
Gaden er første gang omtalt i 1294, hvor den hed Skolegade. Gaden var fra midten af 1200-årene forbindelsen mellem Ribe Domkirke og den latinskole, som blev grundlagt senest i år 1145.
Først 300 år senere er navnet ændret til Puggaardsgade.
Igennem den krummede gade, der i ældre tid var belagt med planker, har skolens elever/peblinge og lærere/kanniker færdedes siden højmiddelalderen. I henved 300 år frem til 1538 lå en Skt. Mikkels kirke ved Puggård. 
De fleste af gadens ejendomme var ved middelalderens slutning i Ribe Domkirke's besiddelse, og mange af kirkens kanniker havde residenser og kålgårde her i Ribes "latinerkvarter" mellem kirken og skolen, hvor de havde deres virke.
Efter reformationen blev grundene udstykket, og langs gaden opførte man en række mindre huse ("boder"), hvor mange håndværkere kom til at bo.
Disse boder virker overraskende små og beskedne i forhold til de statelige bygninger. I gaden ligger bl.a. den gamle bispegård Tårnborg, hvor Brorson har boet, og Ribe Katedralskole, med skolegården, hvor Puggård er én af de omkransende bygninger.
Her har småkårsfolk i børnerige familier boet dør om dør med byens spidser.

## Boderne i Puggaardsgade
Boderne dækker over tæt byggeri, hvor byens mindre bemidlede har kunnet bo billigt. 
Den officielle adresser er Puggaardsgade 5 og huset har oprindelig været sammenbygget med Taarnborg. I forbindelse med restaureringen af Tårnborg, skilte man de to bygninger.
Boderne menes at være opført i 1550'erne

## Stiftamtmandsgården, Puggaardsgade 7
I husrækken med Taarnborg og de tilhørende boder, følger Stiftamtmandsgården. Endnu en bygning der er med til at fremhæve gadens vigtighed.
Bygningen kan spores tilbage til 1761, hvor gården er ejet af stiftsprovst Peder Stockemarck.
Da W.J.A. Moltke blev udnævnt til stiftsamtmand og skulle flytte til byen med kone og fire børn, havde han svært ved at finde et passende hjem. Han lod derfor bygningen med porten forhøje til to etager, som resten af bygningen. Endvidere forlængedes bygningen mod syd.
Endvidere blev der opført en i staldbygning i gården. Disse ændringer skete i 1797, hvorfor man også på bygningens sydmur finder et solur med skriften: Denne gård er bygget 1797 af W. Moltke og Elisabeth Lütken
På bygningens facade findes en mindeplade med teksten: Niels R. Finsen - Lysbehandlings opfinder - Havde her sit fædrehjem 1884-1892. Denne mindeplade er opsat 18. december 1912.

## Dronning Louises Børneasyl, Puggaardsgade 24
I 1890 var der børnehave (asyl) i denne bygning. Målgruppen var fattige børn, der skulle passes imens forældrene passede deres arbejde. Derved sikrede man også, at børnene fik måltider dagligt.
I 1992 blev bygningen indlemmet i Ribe Katedralskole, som to nye klasseværelser.